# Jan Gaj
Jan Antoni Gaj (ur. 28 kwietnia 1943 w Krakowie, zm. 19 lutego 2011 w Warszawie) – polski fizyk, specjalizujący się w fizyce ciała stałego i fizyce półprzewodników, profesor Uniwersytetu Warszawskiego.

## Życiorys
Urodził się w rodzinie farmaceutów, Romana i Zofii z Łączkowskich. W 1960 został laureatem Olimpiady Fizycznej, zdał maturę w liceum ogólnokształcącym w Chodzieży i rozpoczął studia z zakresu fizyki na wydziale matematyki i fizyki Uniwersytetu Warszawskiego. Od 1965 r. był pracownikiem Instytutu Fizyki Doświadczalnej Uniwersytetu Warszawskiego, od 1992 r. był profesorem UW. Zapoczątkował spektroskopię optyczną półprzewodników półmagnetycznych. Zajmował się badaniami związanymi ze spinem nośników ładunku i ekscytonów w półprzewodnikach i w niskowymiarowych strukturach półprzewodnikowych takich jak studnie kwantowe i kropki kwantowe. Był także wykładowcą oraz popularyzatorem fizyki. Opublikował podręcznik akademicki Elektryczność i magnetyzm (2000), książkę Laboratorium fizyczne w domu (1982), a także był współautorem dwóch podręczników dla liceów.
Zmarł w Warszawie, pochowany na starym cmentarzu na Służewie (koniec alejki między kwaterami VIA i VIIA).